# Manuel Medina Ramos
Manuel Medina y Ramos (Arahal, 1861-Sevilla, 1922) fue un médico, naturalista, profesor, entomólogo y antropólogo español.

## Biografía
Nacido el 1 de enero de 1861 en la localidad sevillana de Arahal, estudió en la Facultad de Medicina de la Universidad de Sevilla y el 22 de junio de 1881 recibió el grado de licenciado. Se presentó a la oposición al premio extraordinario en la licenciatura, que por unanimidad se le adjudicó el 27 de septiembre del mismo año. Se dedicó entonces al ejercicio de su profesión, y el 6 de febrero de 1888 recibió en Madrid el grado de doctor en Medicina. En 1895 ingresó como profesor interino en la facultad provincial hispalense, y por real decreto del 2 de enero de 1911 se encargó de la cátedra de Anatomía descriptiva de la Facultad de Medicina de la Universidad de Sevilla. Entomólogo, especializado en himenópteros, publicó numerosos artículos en los Anales de la Real Sociedad Española de Historia Natural, además de escribir textos sobre antropología. También publicó artículos en publicaciones periódicas como la Revista Médica de Sevilla y la Juventud Médica. Falleció en 1922, el día 8 de julio, en Sevilla.